# قصر لازارزويلا
قصر لازارزويلا (بالإسبانية: Palacio de La Zarzuela)‏، مقر الإقامة الرسمي لـملك إسبانيا.

## تاريخ
خلال القرن السابع عشر، أمر الملك فيليب الرابع ببناء قصر صغير في موقع لا زارزويلا في ضواحي شمال غرب مدريد، على بعد حوالى عشرات الكيلومترات من وسط المدينة، من أجل جعله إقامة أثناء خروجه للصيد أو الترفه. بالأسبانية زارزويلا مأخوذة من زارزا، ومعناها «العوسج».
غير تشارلز الرابع المبنى ليتناسب مع الأذواق القرن الثامن عشر وقد زينه بمفروشاتٍ وخزف، وجهزه كذلك بأثاثٍ جديدٍ ومجموعة من الساعات.
على الرغم من أن الإقامة الرسمية كانت هي في القصر الملكي في مدريد، أقام في هذا القصر الصغير خوان كارلوس الأول والملكة صوفيا منذ زواجهما في عام 1962. يقيم ابنهما الآن الملك فيليب السادس مع زوجته الملكة ليتيزيا في ذلك القصر، ولكن في مسكن بني مؤخرا وتبلغ مساحته 3150 مترا مربعا، ويقع على بعد حوالي 300 متر شرق قصر والديه. وقد تم الانتهاء من بناء المقر في عام 2002، في حين كان فيليب لا يزال أميرا لأستورياس.